# Runenstein U 937

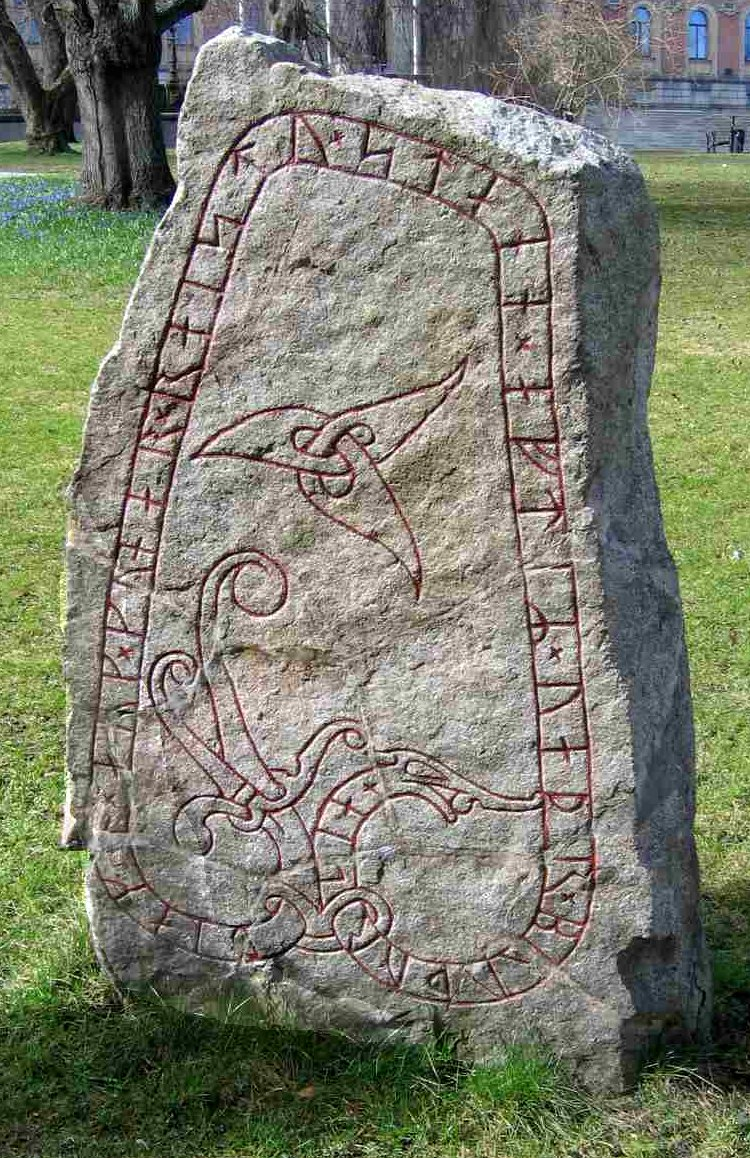
Runenstein U 937

Der 1875 gefundene Runenstein U 937 in Uppsala in Uppland in Schweden stammt aus einer Mauer des Franziskanerklosters. Der Runenstein aus Granit ist 1,6 m hoch und wird ins 11. Jahrhundert datiert. 
Die Inschrift lautet: „Tägn und Gunnar errichteten die Steine für Väder, seinen (ihren) Bruder.“

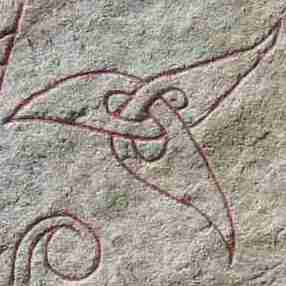
Trikvetra-Knot

Die Formulierung „errichteten die Steine“ lässt vermuten, dass der Stein zu den Brobysteinen in Funbo gehörte. Dass der Stein von dort stammt, lässt sich vermuten, weil auf dem Stein U 990 der gleiche Text zu finden ist. Er befindet sich in einem Schlangenband mit einem irischen Koppel. Das Ornament in der Mitte ist eine so genannte Triqueta (oder „Trikvetra“), in der keltischen Symbolik als Triskele bekannt. Das Wort stammt aus dem Lateinischen und bedeutet Knoten der Dreisamkeit oder Dreieck.
Der Stein befindet sich zusammen mit weiteren Runensteinen, einem modernen Runenstein sowie der Betonkopie einer bronzezeitlichen Schiffsritzung hinter dem Gustavianum im Universitetsparken (Universitätspark).